# Cri du chat
Cri du chat (též syndrom kočičího pláče/mňoukání/křiku či Lejeunův syndrom, zapisován „46, XX, del(5p)“) je vzácná vrozená geneticky podmíněná choroba, kterou v roce 1963 objevil a popsal francouzský lékař a genetik Jérôme Lejeune. Vyskytuje se velmi vzácně (asi jeden případ na 20–50 tisíc živých porodů).

## Genetické podklady
Příčinou choroby je úplná či částečná ztráta (delece) krátkého raménka 5. chromozomu, která přibližně v 80 % vzniká de novo (tj. bez předchozího nálezu v rodině nebo ve formě balancované přestavby u jednoho z rodičů). Za příčinu typických projevů byla konkrétně identifikována delece kritického regionu umístěného v úseku 5p15.2. Do této oblasti byly mapovány geny pro proteiny Semaforin F a δ-catenin, jež mají zřejmě funkci v nervovém systému.
Kritický lokus se nalézá v subtelomerické oblasti krátkého raménka pátého chromozomu, a proto Cri du chat syndrom bývá zařazován mezi tzv. subtelomerické aberace. Zároveň, pokud se jedná o deleci takto malého rozsahu, jež není rozlišitelná základní cytogenetickou analýzou (metodou G-pruhování), bývá tento syndrom řazen i mezi tzv. mikrodeleční syndromy.

## Nejčastější příznaky a projevy
Hlavním projevem u většiny novorozenců, podle něhož syndrom nese své jméno, je pláč podobný kočičímu mňoukání, který může vyplývat z anatomicky nesprávně utvářeného hrtanu a hrtanové příklopky. Novorozenec trpí hypotonií, má nízkou porodní váhu, navíc často v kombinaci s potížemi sání a polykání. Z tohoto důvodu může dítě v prvních dvou letech hůře prospívat. Mimoto jsou časté i dýchací obtíže komplikované respiračními infekcemi. V novorozeneckém a kojeneckém věku bývá popisována mikrocefalie a tzv. „měsíčkovitý“ obličej, jenž se během stárnutí stává méně zřetelným. Dospělý má spíše protáhlý obličej s typickými projevy – epikanty, širokým kořenem nosu, krátkým philtrem a ústy s „dolu stočenými“ koutky. U postiženého se rozvíjí velmi těžká psychomotorická a mentální retardace. Chůze se rozvíjí až mezi 5. a 6. rokem života. Komunikační schopnosti, pokud se vyvinou, jsou značně omezené, přičemž vhodnou alternativou může být znaková řeč. Často se přidružuje hyperaktivita a ztráty pozornosti. Po 20. roce se u postižených objevují presenilní projevy, jež se postupem času prohlubují.

## Prognóza
Prognóza pacientů do jisté míry závisí na včasnosti diagnózy a zahájení terapeutických a preventivních metod zaměřených především na rozvoj mentálních a motorických dovedností jedince.

## Stanovení diagnózy
V některých případech může být diagnóza stanovena již během prenatálních vyšetření. A to především na podkladě familiárního výskytu balancované přestavby a předešlého narození postiženého jedince, opakovaný výskyt de novo mutace je málo pravděpodobný. K vlastnímu stanovení diagnózy často bývá dostačující konvenční cytogenetické vyšetření, případně doplněné o metodu fluorescenční in situ hybridizace s užitím lokus specifické sondy k danému kritickému regionu.